# لجنة المحامين لحقوق الإنسان

شعار لجنة المحامين لحقوق الإنسان.

منظمة حقوق الإنسان أولا (المعروفة سابقا باسم لجنة المحامين لحقوق الإنسان) هي منظمة غير ربحية، غير حزبية متخصصة في حقوق الإنسان تأسست في عام 1978 يقع مقرها في مدينة نيويورك وواشنطن العاصمة.

## روابط خارجية
- الموقع الرسمي